# アンリ・コアンダ国際空港
アンリ・コアンダ国際空港（アンリ・コアンダこくさいくうこう、ルーマニア語: Aeroportul Internaţional Henri Coandă - Bucureşti、英語: Henri Coandă International Airport）は、ルーマニアの首都ブカレストにある国際空港である。2004年5月にルーマニア出身の技術者でジェットエンジンの父と言われるアンリ・コアンダにちなんで、「オトペニ空港（Otopeni Airport 、Aeroportul Internaţional Bucureşti Otopeni）」から今の空港名に改名された。同国のフラッグ・キャリア、タロム航空のハブ空港である。なお、ルーマニア語では(ヘンリ・コリアンダ)である
現在は一つのターミナルビルに、国際線出発ホール、国際線到着ホール、国内線ホールの三つの区域がある。国際線到着ホールは、旧オトペニ空港のターミナルを利用しており、国際線出発ホールは1997年に新築された部分である。

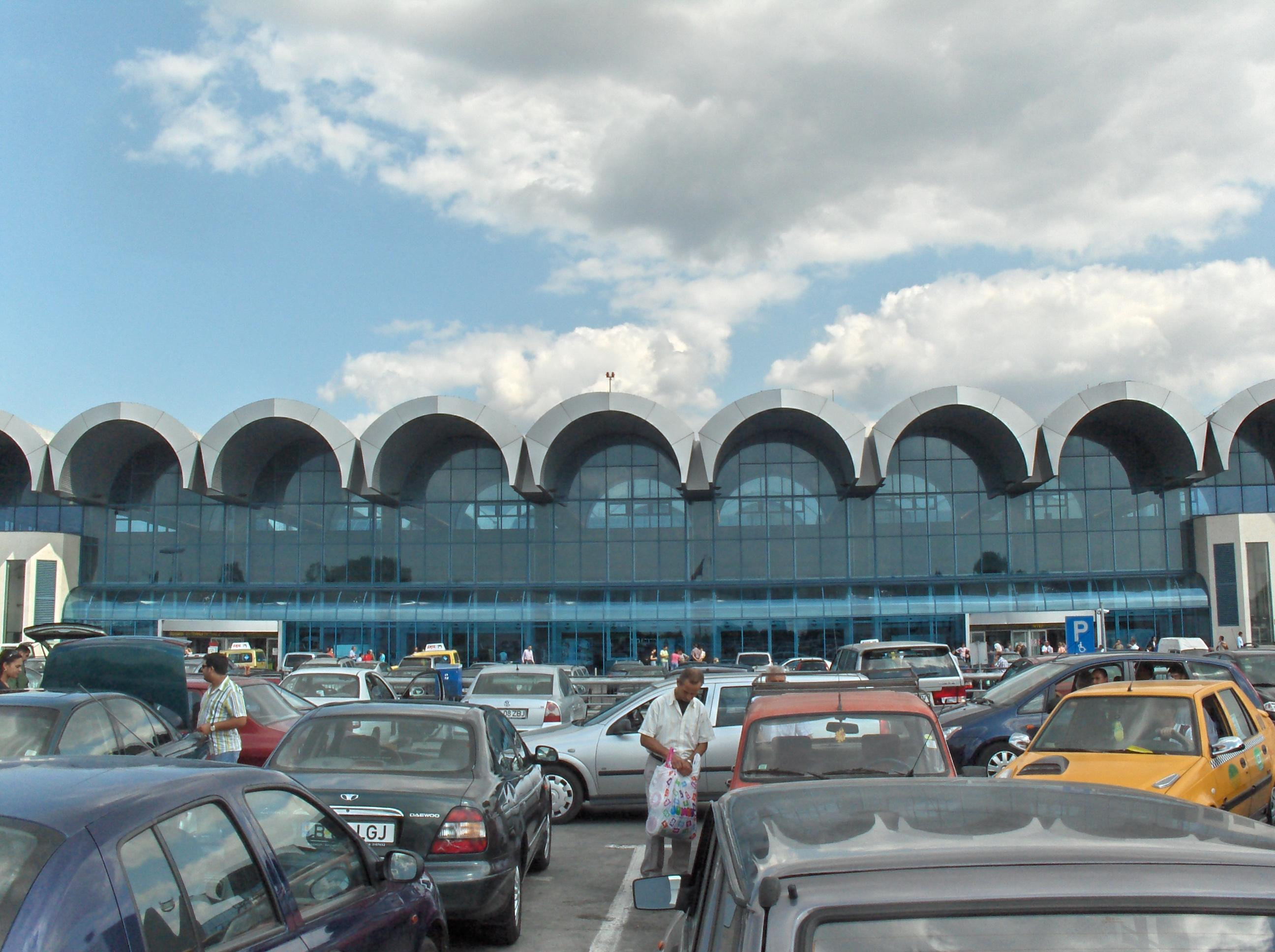
国際線到着ホール

## 歴史

### 初期

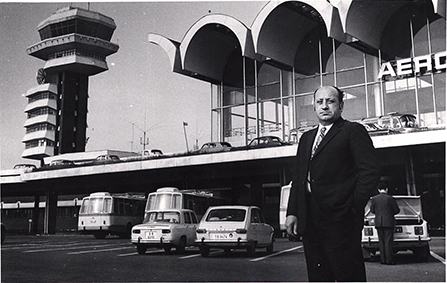
設計したチェザル・ラザレスク

オトペニ空港は、第二次世界大戦中にドイツ空軍の基地として建設された。その後、1965年までルーマニア人民共和国空軍の主要基地として使われ、ブカレストの空の玄関はアウレル・ヴライク国際空港であった。しかし、航空需要の伸びに対応するため、1965年にオトペニ空軍基地を民間空港に転換することが決定された。滑走路は1,200メートルから3,500メートルに延長した上で近代化され、当時ヨーロッパでも最長クラスの滑走路を有する空港となった。
1969年8月にはアメリカ合衆国大統領リチャード・ニクソンの訪問に合わせて貴賓室が整備された。旅客ターミナルはチェザル・ラザレスクの設計により年間120万人の旅客が受け入れられるように新築され、1970年4月13日に開業した。1986年には毎時35機の発着が可能になるよう拡張された。
1992年には国際空港評議会 (ACI) に加盟した。

### 1990年代以降
第1期拡張工事は1994年から1998年にかけて行われ、ボーディング・ブリッジ5つとゲート9つを備えた出発ターミナルとエアサイドコンコースが新設された。また、エプロンも拡張され、それに付随する誘導路も延長された。
第2期拡張工事では、2000年に到着ホールの旧ターミナルビルの改装が行われた他、2003年に国内線専用ターミナルと立体駐車場が建設され、2本の高速誘導路 (ヴィクターとウィスキー) が新設された。合わせて2005年から2007年にかけて管制塔が全面改修され、その完工をもって第2期拡張工事が完了した。
第3期拡張工事は2009年に始まり、エアサイドコンコースが17,000平方メートル拡張されてゲートが15ヶ所 (うち9ヶ所はボーディング・ブリッジあり) 増設された。設計は Studio Capelli Architettura & Associati が担当し、2011年3月29日に開業した。続いて出発ホールも総床面積38,600平方メートルに拡張され、ゲート8ヶ所が新設された。
2012年3月には、ビジネス機以外のすべての航空便がアウレル・ヴライク国際空港から移転した。